# Finn Große-Freese
Finn Große-Freese; auch Finn Grosse-Freese (* 2001 in Rostock), ist ein deutscher Triathlet. Er wird als Schnellster in der Bestenliste deutscher Triathleten auf der Ironman-Distanz geführt. Große-Freese ist amtierender Deutscher Meister auf der Triathlon-Mitteldistanz (2024).

## Werdegang
Große-Freese begann seine Karriere als Mittelstreckenläufer beim SC Neubrandenburg. 
2021 konnte er mit dem Ironman 70.3 Westfriesland sein erstes großes Rennen auf Platz drei beenden.
2024 wurde er im Rahmen des Ostseeman Deutscher Meister auf der Mitteldistanz im Triathlon. Große-Freese hatte sich für die Ironman-WM qualifiziert und startete im Oktober 2024 auf Hawaii.
Im Oktober 2024 belegte der 23-Jährige als jüngster Teilnehmer und viertbester Deutscher den 29. Rang bei den Ironman World Championships auf Hawaii.
Im Mai 2025 startete er in Šamorín bei den Challenge World Championships und er belegte als bester Deutscher den fünften Rang.
In seiner dritten Saison als Profi gewann der 24-Jährige im Juni in Klagenfurt mit dem Ironman Austria sein erstes Ironman-Rennen.
Im August gewann er auch den Ironman Copenhagen und stellte mit seiner Zeit von 7:27:36 Stunden einen neuen Streckenrekord sowie die schnellste Zeit eines deutschen Athleten auf der Ironman-Distanz ein.
Aktuell startet Finn Große-Freese für den Verein SV Bayreuth.
Große-Freese studiert Rechtswissenschaften an der Universität Bayreuth und lebt ebenda.

## Sportliche Erfolge
| Datum/Jahr   | Platz | Wettbewerb         | Austragungsort | Zeit     | Bemerkung               |
| ------------ | ----- | ------------------ | -------------- | -------- | ----------------------- |
| 13. Mai 2018 | 21    | Heidesee-Triathlon | Forst          | 01:01:21 | DTU Jugend Cup-Jugend A |

| Datum/Jahr    | Platz | Wettbewerb                                         | Austragungsort      | Zeit     | Bemerkung                                                               |
| ------------- | ----- | -------------------------------------------------- | ------------------- | -------- | ----------------------------------------------------------------------- |
| 17. Aug. 2025 | 1     | Ironman Copenhagen                                 | Kopenhagen          | 07:27:36 | Streckenrekord und persönliche Bestzeit                                 |
| 6. Juli 2025  | 6     | Challenge Roth                                     | Roth                | 07:40:49 | [ 10 ]                                                                  |
| 15. Juni 2025 | 1     | Ironman Austria                                    | Klagenfurt          | 07:52:55 |                                                                         |
| 18. Mai 2025  | 5     | Challenge World Championship                       | Šamorín             |          |                                                                         |
| 26. Apr. 2025 | 26    | Ironman Texas                                      | The Woodlands       | 08:17:17 | hinter dem Norweger Kristian Blummenfelt                                |
| 26. Okt. 2024 | 29    | Ironman Hawaii                                     | Hawaii              | 08:14:48 | Ironman World Championships                                             |
| 22. Sep. 2024 | 1     | Triathlon Ingolstadt                               | Ingolstadt          | 03:37:36 | [ 11 ]                                                                  |
| 18. Aug. 2024 | 9     | Ironman Germany                                    | Frankfurt am Main   | 07:39:42 | [ 12 ]                                                                  |
| 4. Aug. 2024  | 1     | DTU Deutsche Meisterschaft Triathlon Mitteldistanz | Glücksburg (Ostsee) | 03:44:18 | Deutscher Meister Triathlon Mitteldistanz Elite im Rahmen des Ostseeman |
| 7. Juli 2024  | 11    | Challenge Roth                                     | Roth                | 07:54:36 | [ 14 ]                                                                  |
| 16. Sep. 2023 | 4     | Ironman Italy                                      | Cervia              | 07:48:27 | [ 15 ]                                                                  |
| 4. Juni 2023  | 17    | Ironman Hamburg                                    | Hamburg             | 07:54:02 | [ 15 ]                                                                  |
| 21. Mai 2023  | 1     | Triathlon Ingolstadt                               | Ingolstadt          | 03:50:38 | [ 16 ]                                                                  |
| 29. Mai 2022  | 2     | Triathlon Ingolstadt                               | Ingolstadt          |          |                                                                         |
| 2021          | 3     | Ironman 70.3 Westfriesland                         | Provinz Friesland   | 04:04:35 | [ 17 ]                                                                  |

| Datum/Jahr    | Platz | Wettbewerb            | Austragungsort | Zeit     | Bemerkung |
| ------------- | ----- | --------------------- | -------------- | -------- | --------- |
| 24. Juni 2021 | 48    | Berliner Halbmarathon | Berlin         | 01:08:06 |           |

(DNF – Did Not Finish)